# Hiperkinezie
Hiperkinezie sau hiperchinezie ( hiper-, greacă κίνησις kínēsis "mișcare" și -ia) este creșterea de mișcări involuntare ale corpului sau o partea a sa.
Acesta poate fi un tip de disfuncție a sistemului extrapiramidal (centrul regulator a mișcărilor voluntare și a tonusului muscular, care de asemenea participă în producția mișcărilor automate și asociate) care afectează controlul mișcărilor voluntare transformate într-o creștere, în mișcări involuntare.
Omologul său este hipokinezie (bradikinezie și akinezie), în principal caracterizată de dificultatea în inițierea mișcărilor voluntare, în cazul în care mișcările devin lent și greoi.

## Tipuri
- De Temblor (biología)|tremor: agitare, musculare involuntare rapide și ritmice, patru la cinci oscilații pe secundă.
- În Coreea (Boală): mișcări dezordonate și neregulate, cu o amplitudine mare și nici un scop aparent, nu se opresc, și dispar cu somnul.
- La atetoză: mișcări involuntare lente, continue și sinuoase forma de degete, nu se opresc și pot fi prezente în timpul somnului.
- La balism: caracterizat printr-o mișcare de tangaj violent și involuntar la nivelul membrelor.
- La spasme.
- În distonii.
- La crampe.
- La mioclonus: contracție rapidă și bruscă a unui mușchi cu o frecvență mai mare la nivelul membrelor inferioare fără deplasare a unui membru.
- La asterixis: fenomenul de lipsa tonusului muscular în cazul în care încetarea de acțiune musculară provoacă flexia bruscă a mâinii cu revenirea imediată la prelungirea aceluiași ritm neregulat, având o mișcare asemănătoare unei "aripi" ( flapping).
- La ticurile: mișcări involuntare anormale, rapide, bruște, recurente, cu intensitatea și ritmul variabil, care poate fi chiar violent uneori, pot fi coordonate și sunt de multe ori ușor de a fi imitate.
- La convulsii.
- De fasciculații.

## A se vedea, de asemenea,
- Boli ale sistemului extrapiramidar
- Hipokinezie
- Dischinezie